# Saint-Jean-devant-Possesse
Saint-Jean-devant-Possesse  là một xã thuộc tỉnh Marne trong vùng Grand Est đông nam nước Pháp. Xã này nằm ở khu vực có độ cao t mét trên mực nước biển.